# Amedama Rock
Amedama Rock (jap. 飴玉ロック Amedama Rokku) – debiutancki minialbum zespołu An Cafe, wydany 23 lutego 2005 roku. Znajdują się na nim utwory z wcześniej wydanych singli zespołu: Candyholic i √69, a także dwa dodatkowe utwory.

## Lista utworów
| Nr | Tytuł                                                 | Słowa | Kompozycja | Czas |
| -- | ----------------------------------------------------- | ----- | ---------- | ---- |
| 1. | "Candyholic" (jap. キャンデーホリック Kyandē Horikku) | Kanon | Kanon      | 3:38 |
| 2. | "Mōsō aikōka" (jap. 妄想愛好家)                       | Miku  | Teruki     | 4:27 |
| 3. | "3P"                                                  | Miku  | An Cafe    | 4:16 |
| 4. | "Hatsukoi" (jap. ハツコイ)                            | Miku  | Bou        |      |
| 5. | "Odoru meruhen tokei" (jap. 踊るメルヘン時計)         | Miku  | Kanon      | 4:09 |
| 6. | "Pairing" (jap. ペアリング Pearingu)                  | Miku  | Teruki     | 5:29 |
| 7. | "Takaido" (jap. 高井戸)                               |       |            | 2:59 |

## Członkowie zespołu
- Miku – Wokal
- Bou – Gitara
- Kanon – Bas
- Teruki – Perkusja

## Notowania
| Lista  | Pozycja                                             |
| ------ | --------------------------------------------------- |
| Oricon | #10 (Oricon Indies Chart) #176 (Oricon Major Chart) |